# Слохиня
Слохиня́ — пасажирський залізничний зупинний пункт Львівської дирекції Львівської залізниці.
Розташований біля села Слохині Старосамбірський район, Львівської області на лінії Самбір — Стар'ява між станціями Самбір (27 км) та Хирів (3 км).
Станом на травень 2019 року щодня дві пари дизель-потягів прямують за напрямком Самбір — Стар'ява.